# Ясір Мохамед Атеф Абдель Кадер
Ясір Мохамед Атеф Абдель Кадер (20 липня 1962) — єгипетський дипломат. Надзвичайний і Повноважний Посол Арабської Республіки Єгипет в Україні.

## Біографія
Народився 20 липня 1962 року. У 1985 році закінчив Американський університет в Каїрі, бакалавр політичних наук.
Працював у дипломатичних представництвах Єгипту в Анкарі, Москві та Куала-Лумпур.
З квітня 2007 року по вересень 2008 року був заступником міністра закордонних справ Єгипту з міжнародних економічних відносин.
З вересня 2008 — Надзвичайний і Повноважний Посол Арабської Республіки Єгипет в Україні.
З 16 жовтня 2008 — вручив вірчі грамоти Президенту України Віктору Ющенку.